# Jean-François de Saint-Lambert

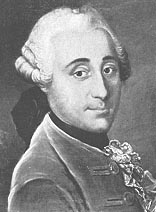
Jean-François de Saint-Lambert

Jean-François de Saint-Lambert (* 26. Dezember 1716 in Nancy; † 9. Februar 1803 in der Nähe von Paris) war ein lothringischer, später französischer Militär, Dichter, Philosoph und Autor vielgelesener Essays und Fabeln. Sein größter Erfolg war Les saisons (1770), ein längeres Gedicht über die Natur und das Landleben. Es öffnete ihm die Académie française.

## Leben und Wirken
1750, nach dem Tod seiner Geliebten Émilie du Châtelet und ihrer gemeinsamen neugeborenen Tochter, verließ Saint-Lambert den lothringischen Hof von Stanislaus I. Leszczyński in Lunéville, wo er Chef der Garde gewesen war, und ging nach Paris. Dort kam er mit literarischen Salons in Kontakt, in denen Manuskripte seines Werks bereits seit über zehn Jahren in Umlauf waren. Im Hause von Jeanne-Françoise Quinault (1699–1783) machte Saint-Lambert Bekanntschaft mit Mme d’Épinay, durch die er Rousseau, Grimm, Denis Diderot und Paul Henri Thiry d’Holbach kennenlernte. Er hatte ein langjähriges Verhältnis mit Mme d’Épinays Schwägerin, Mme d’Houdetot. Mit ihr lebte er bis zu seinem Tode im Jahre 1803 auf einem Landsitz unweit von Paris.
Saint-Lambert war von 1750 bis 1780, mit Unterbrechungen, die z. B. der Siebenjährige Krieg bewirkte, Gast bei Paul Henri Thiry d’Holbachs philosophischen Diskussionsrunden (die sogenannte „Coterie“ oder „café de l’europe“). Laut Antoine-Alexandre Barbier veröffentlichte er in Nancy Holbachs religionskritisches Erstlingswerk, Le christianisme dévoilé, als ihn militärische Verpflichtungen dorthin beorderten.